# Julius Raschdorff

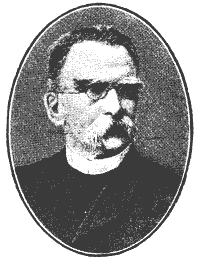
Julius Raschdorff.

Julius Carl Raschdorff, född 2 juli 1823 i Pless i provinsen Schlesien, död 13 augusti 1914 i Waldsieversdorf, Brandenburg, var en tysk arkitekt.

## Biografi
Julius Raschdorff studerade vid Bauakademie (Tekniska högskolan) i Berlin 1844-47. År 1853 blev han stadsbyggmästare i Köln och var verksam där fram till 1878, då han blev professor vid Bauakademie i Berlin. Till Raschdorffs tidigare arbeten hör restaureringen av flera romanska och gotiska kyrkor i Rhenprovinsen samt rådhuset i Köln. I Köln byggde han 1861 Wallraf-Richartzmuseet i modern gotik, i samarbete med Felten, samt Stadttheater 1872. Han byggde även Ständehaus i Düsseldorf 1878.
Ett av Raschdorffs verk i Stockholm är Tyska kyrkans torn som brann ner 1878 och färdigställdes 1887 efter hans ritningar. I Berlin gestaltade han Engelska kyrkan 1885 och Berliner Dom invid slottet (1894-1904), den sistnämnda tillsammans med sin son, Otto Raschdorff. Domkyrkan räknas till hans mest betydelsefulla verk. I Potsdam ritade han kejsar Fredrik III:s mausoleum (1890).
Raschdorff var även författare och gav bland annat ut Palastarchitectur von Oberitalien und Toscana (2 delar, 1883-88, den tredje delen, om Venedig, skrevs av sonen Otto och gavs ut 1900), Baukunst der Renaissance (4 delar, 1880-90), Aufzeichnungen aus dem Leben und Schaffen des Dombaumeisters zu Berlin (1903). Raschdorff blev medlem i Konstakademien i Stockholm 1891.

## Verk i urval

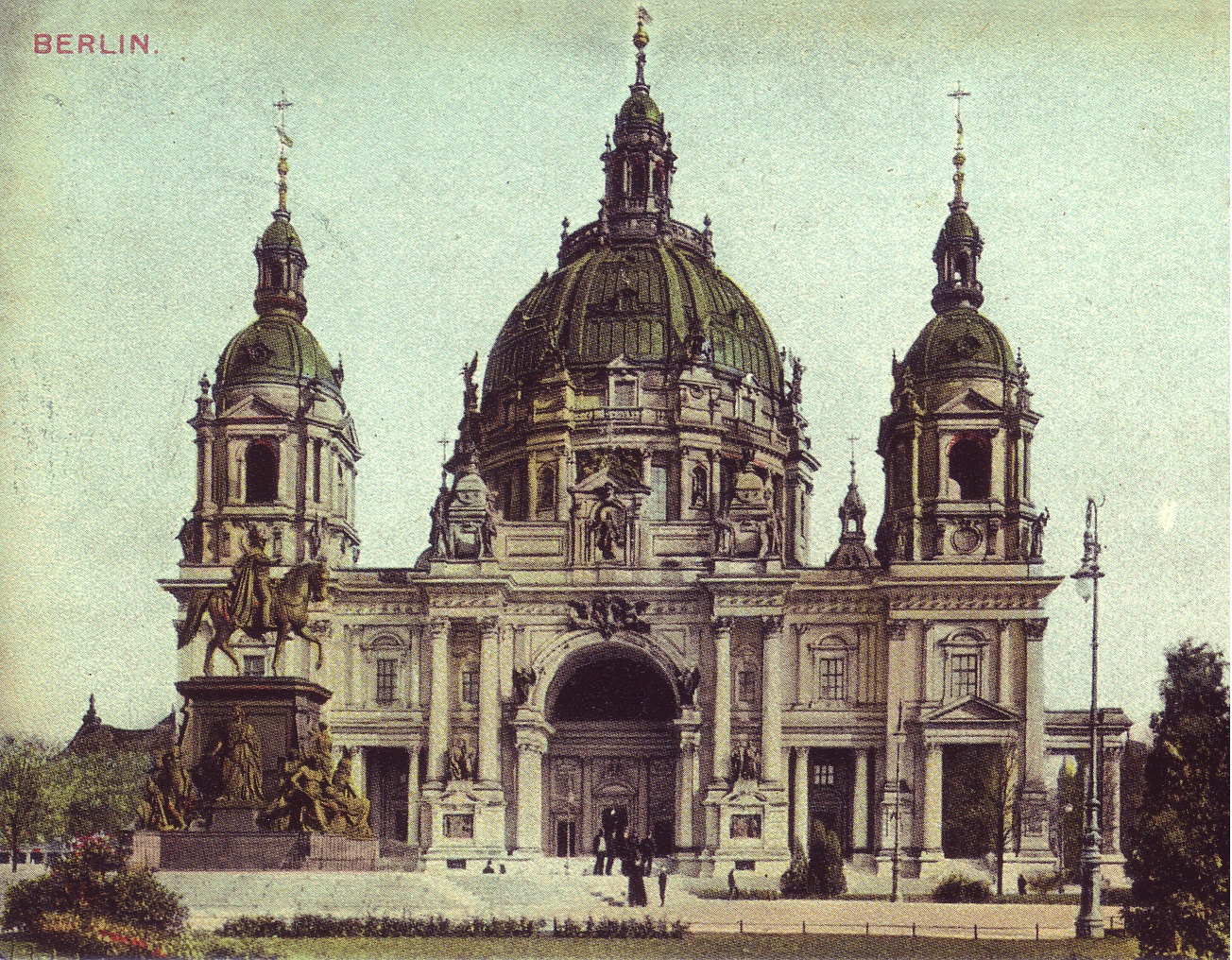
Berliner Dom
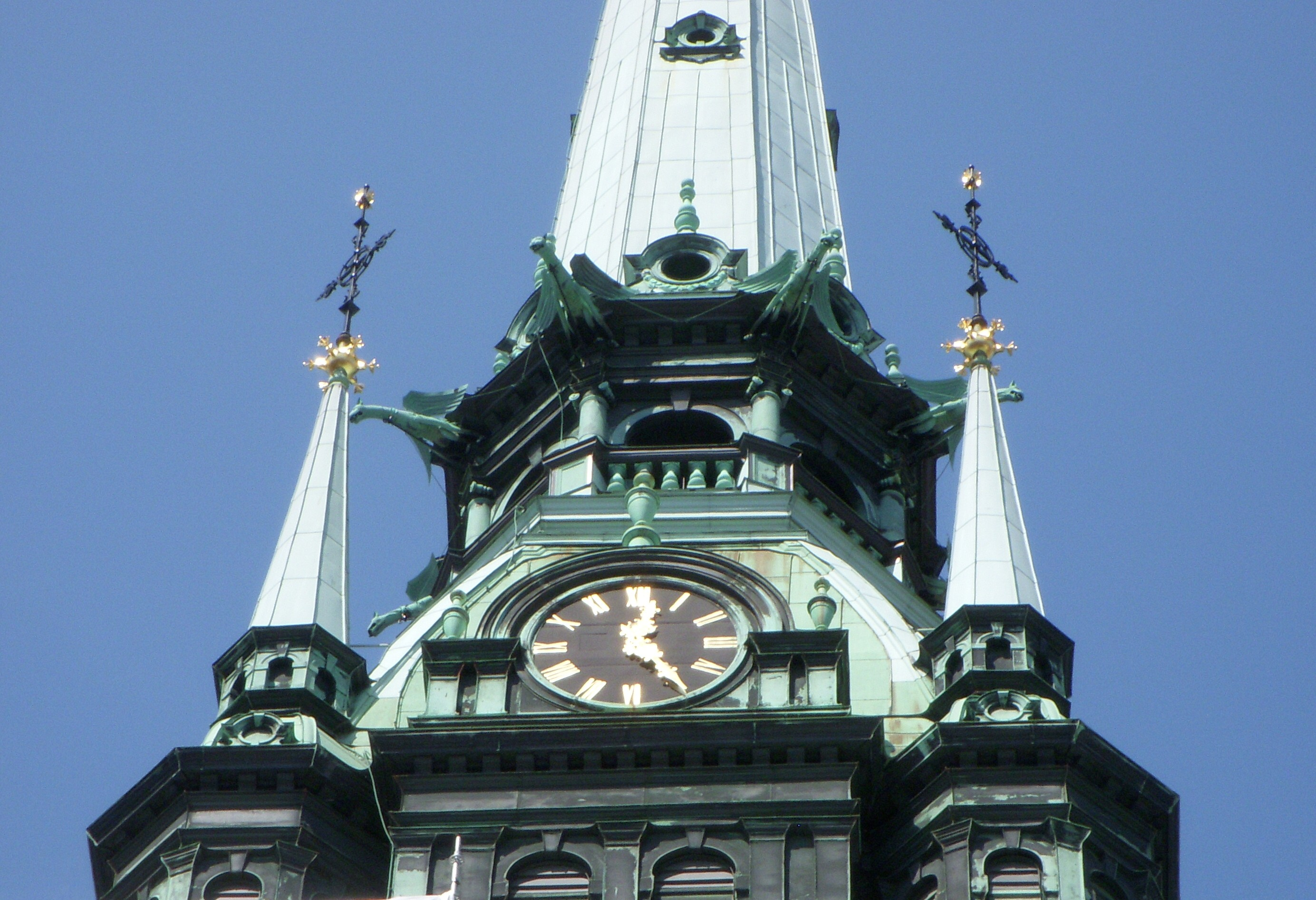
Tyska kyrkans torn
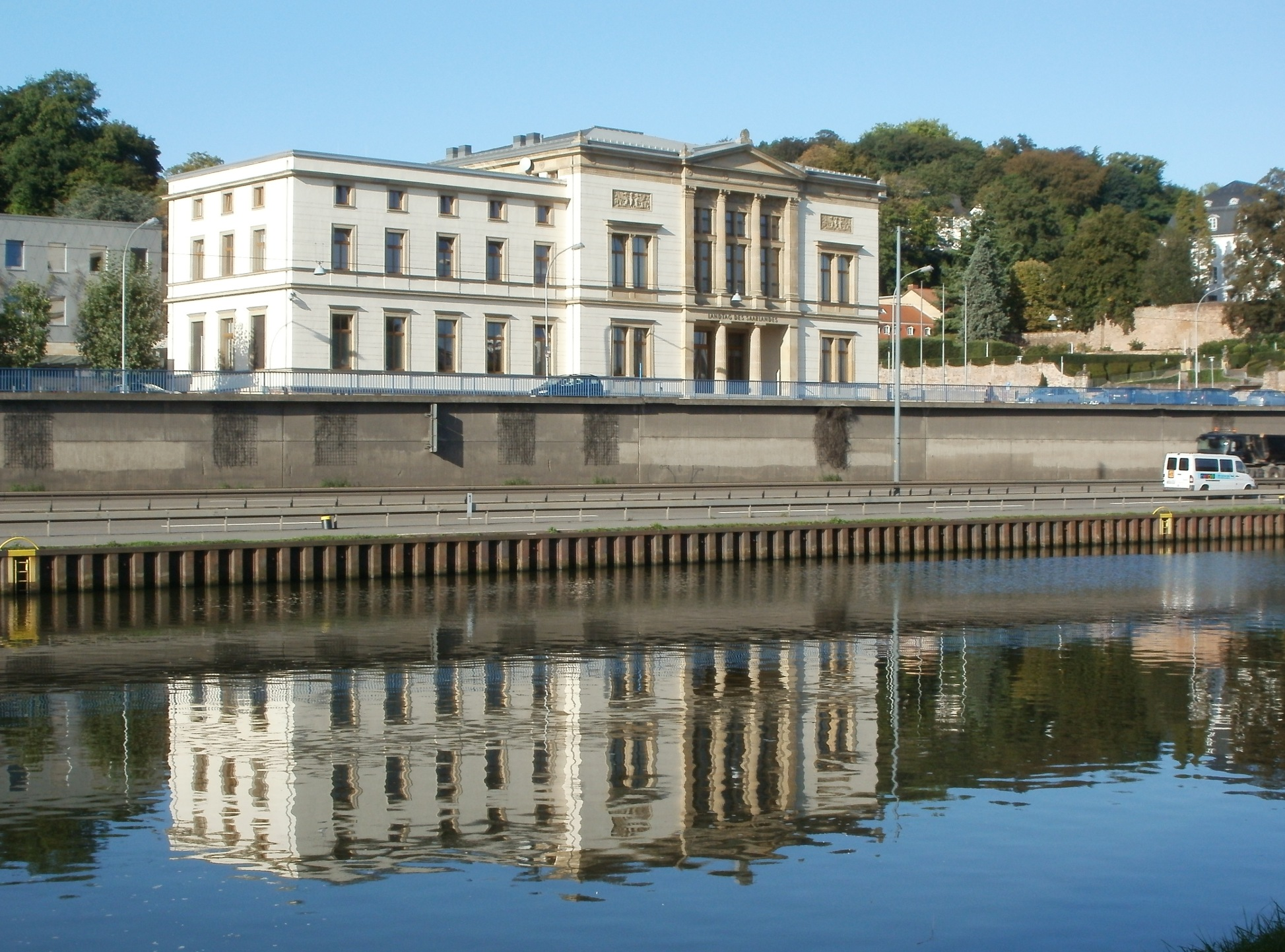
Landtagshuset Saarbrücken
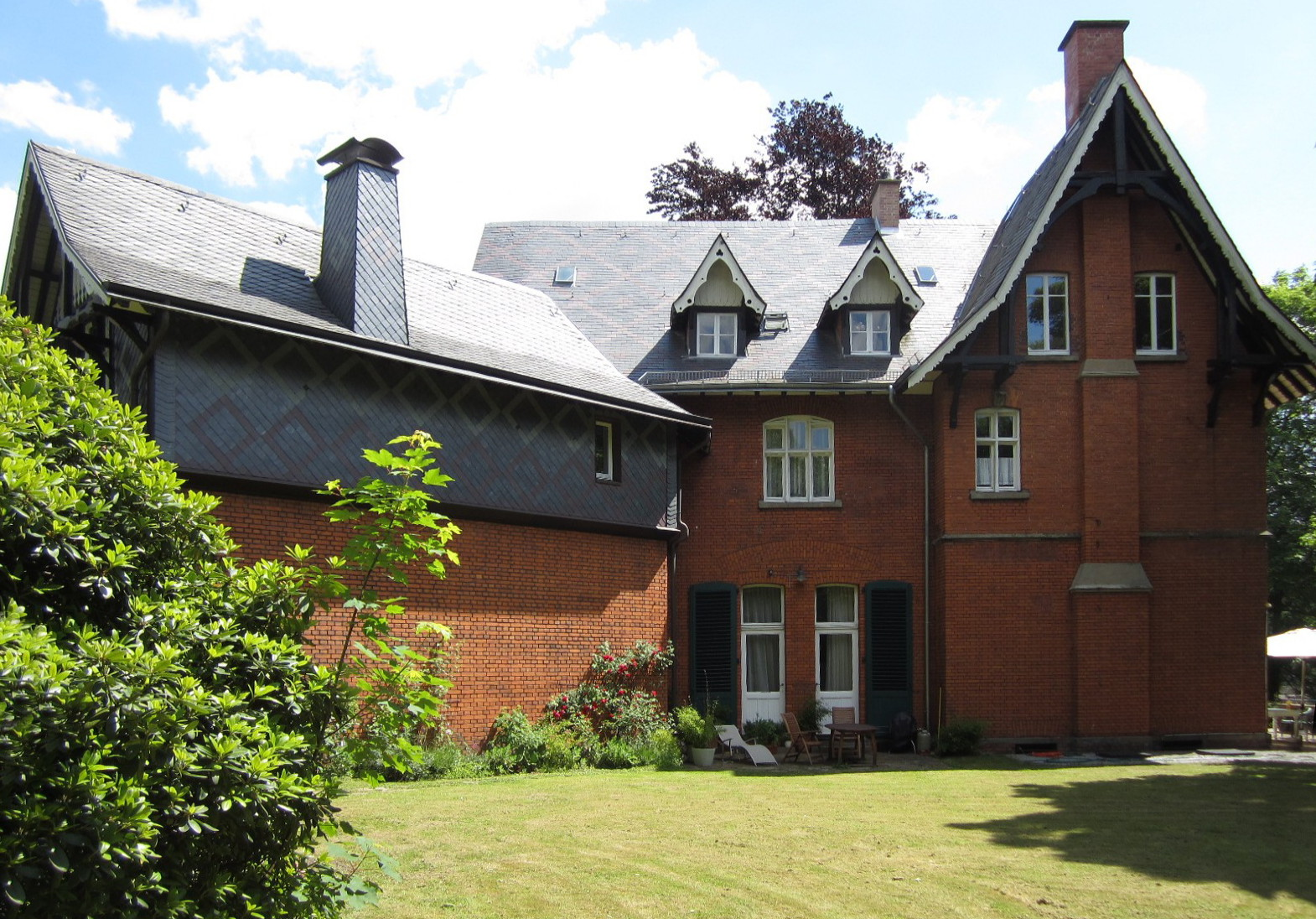
Villa Petershall vid Velbert